# 惡靈古堡2：啟示錄
《生化危机2：启示录》（英語：Resident Evil: Apocalypse）是保罗·W·S·安德森编剧、亚历山大·维特导演的2004年动作恐怖片，是根据同名电子游戏改编的生化危机系列电影第二部、2002年电影《生化危机》的续集。本片是维特的导演处女作，前作导演安德森忙于其他项目，但继续担任编剧和制片人。米拉·乔沃维奇再度出演女主角艾莉絲，其他演员包括饰演吉兒·范倫廷的西耶娜·盖尔利，以及扮演卡洛斯·奥利维拉的歐迪·費爾。
《生化危机2：启示录》剧情直接延续上集，艾莉丝逃出喪屍泛滥的地下设施，但丧尸爆发已经蔓延到附近的浣熊市，她只能和其他幸存者组队逃离。电影借用多部《生化危机》系列游戏的元素，如瓦伦丁、奥利维拉及反派追跡者。影片在多伦多摄制，取景地包括多倫多市政廳和爱德华王子高架桥。
评论界对本片反响不佳，并以剧情批评最多，但动作场面赢得赞誉。爛番茄网站的“新鲜度”仅两成，在全系列六部电影中垫底。影片以4500万美元成本在全球收获1.29亿美元票房并超越前作，下一部续集是2007年的《生化危机3：灭绝》。

## 剧情
保护伞公司前警卫艾莉丝和环保人士马特·安德森在上一部电影中经过一系列战斗设法逃出喪屍爆发源头，地下遗传研究设施“蜂巢”。两人打算揭露保护伞制药公司在蜂巢的非法实验，但最后都落入保护伞公司控制。
保护伞公司派人前往蜂巢调查情况，但丧尸很快脱离控制，并因打开封锁向附近的浣熊市蔓延。保护伞立刻将公司重要人员转移并隔离城市，研究员查尔斯·阿什福德博士之女儿安吉拉·阿什福德转移期间遇车祸失踪。与此同时，浣熊市警察局特别战术和救援组（STARS）队员吉儿·瓦伦丁在停职期间返回分局，向同僚建议撤出浣熊市。艾莉丝在废弃医院苏醒，然后在市里四处寻找物资，保护伞同时用唯一通往外界的桥梁疏散平民。瓦伦丁在桥上遇到前搭档佩顿·韦尔斯警佐，但他被丧尸咬伤并感染。由于病毒已蔓延到桥上，保护伞驻浣熊市部队指挥官蒂莫西·凯恩少校下令封锁出口，强迫居民返回市内。
保护伞部队军人卡洛斯·奥利维拉和尼古拉·齐诺比耶夫尝试营救平民，但白忙一场之余还被部队抛弃，两人与幸存的特别战术和救援组队员反击丧尸又很快就被击溃，奥利维拉也被咬伤感染。瓦伦丁、韦尔斯和新闻主播特里·莫拉莱斯躲藏时碰到丧尸，幸得艾莉丝所救。保护伞派出严重变异的超级士兵实验体追跡者杀死残留的特别战术和救援组队员并追杀艾莉丝。阿什福德博士侵入城市闭路电视系统并联络艾莉丝及其他幸存者，声称只要帮忙找到安吉拉，自己会安排大家撤出浣熊市。他还向奥利维拉和齐诺比耶夫提出同等条件，称保护伞打算动用核弹摧毁浣熊市，一劳永逸地摆脱丧尸问题。
艾莉丝等人前往安吉拉所在地，但在路上遇到追跡者。瓦伦丁杀掉变成丧尸的韦尔斯，艾莉丝被追跡者打伤，只能分头逃跑，确保其他人脱险。瓦伦丁和莫拉莱斯继续前行，路上救出被困平民。瓦伦丁碰到奥利维拉，众人救出安吉拉，但莫拉莱斯和齐诺比耶夫被杀。安吉拉承认丧尸爆发是因父亲创造的病毒导致，但博士此举是为治疗女儿的遗传病，她必须定期注射病毒才能活下来，同时还要注射抗病毒血清以免变成丧尸。艾莉丝用抗病毒血清治好奥利维拉，博士將直升机等待的撤离点位置告诉艾莉丝。众人抵达集合点后却被保护伞部队偷袭，凯恩少校杀死博士后逼艾莉丝和追跡者战斗，声称艾莉丝的体能已被病毒大幅强化。艾莉丝打倒追跡者，但在发现他是被保护伞公司实验变异的安德森后停手。
追跡者转为攻击凯恩少校及其手下，但为保护艾莉丝被杀。其他幸存者控制直升机后把凯恩少校推出去，后者随即被丧尸吞没，其中还有刚变成丧尸的博士。直升机飞离城市，但因核弹引爆坠毁，艾莉丝为挽救安吉拉被金属杆刺穿。电视新闻播放的录像声称浣熊市核电站堆芯熔毀导致惨剧发生，掩盖保护伞公司的所作所为。艾莉丝在保护伞的研究机构苏醒，然后在奥利维拉、瓦伦丁、和安吉拉的帮助下逃离。此时安布雷拉高管亚历山大·艾萨克斯博士出现，声称公司有意让艾莉丝逃走。

## 演员
- 米拉·乔沃维奇饰艾莉絲
- 西耶娜·盖尔利饰吉儿·瓦伦丁

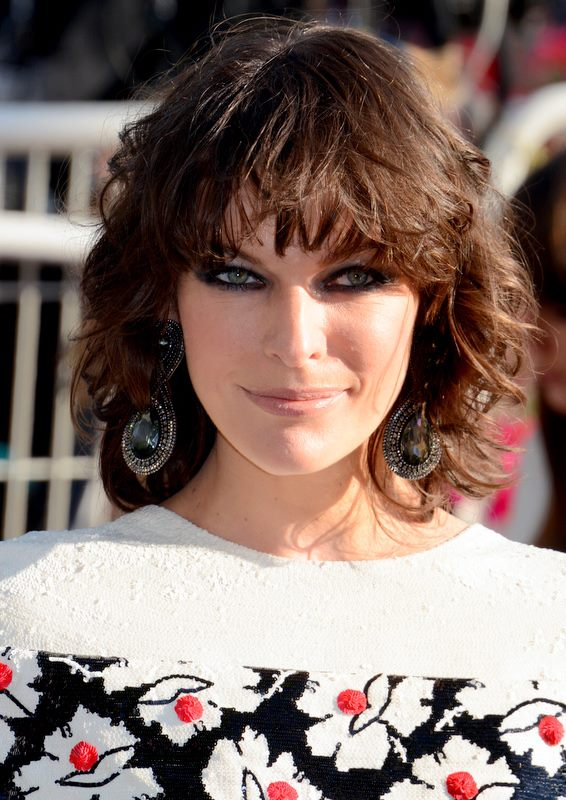
米拉·乔沃维奇再度扮演主角艾莉絲

- 歐迪·費爾饰卡洛斯·奥利维拉（Carlos Olivera）
- 托马斯·克莱舒曼饰蒂莫西·凯恩少校（Major Timothy Cain）
- 蘇菲·維瓦雪饰安吉拉·“安吉”·阿什福德（Angela "Angie" Ashford）
- 傑瑞德·哈里斯饰查尔斯·阿什福德博士（Dr. Charles Ashford）
- 迈克·艾普斯饰劳埃德·杰斐逊··韦德（Lloyd Jefferson "L.J." Wade）
- 伊恩·格雷饰亚历山大·艾萨克斯博士（Dr. Alexander Isaacs）
- 马修·泰勒饰追跡者
- 雷萨克·艾多堤（英语：Razaaq Adoti）饰佩顿·韦尔斯警佐（Sgt. Payton Wells）
- 何家蓓饰特里·莫拉莱斯（Terri Morales）
- 扎克·沃德饰尼古拉·齐诺比耶夫（Nicholai Ginovaef）

## 主题
媒体研究学者史蒂芬·哈珀（Stephen Harper）认为，《生化危机2：启示录》与前作《生化危机》在企业权力、种族、性别和性方面都非常含糊，两部电影都呈现后现代主义和后女权主义视角。哈珀提出，电影一方面包含破坏父权制的女权主义进步要素，另一方向也存在许多俗套。在他看来，《生化危机2：启示录》中艾莉丝与瓦伦丁的关系与动作片男角色互动不同，两人缺乏友谊与合作，瓦伦丁和艾莉丝分别对待小安吉拉时都表现出保护和抚养欲，男角色则没有这种倾向。哈珀称，即便是暴力动作片的女主角也经常对弱者表现出保护和抚养意愿。他批评电影镜头角度和暴露的服饰将艾莉丝和瓦伦丁物化，片中的非裔美国人角色对种族刻板印象表现出“讽刺意识”，但“很快就停止抗争，而且还经常利用”。
加利福尼亚大学洛杉矶分校的道格拉斯·凯尔纳称，电影结局建立在“担心核技术失控和政府掩盖消息”的基础上。片中的新闻片段声称有关企业不法行为的报导不实，人们反而应该感谢安布雷拉公司，斯尔纳称，这段几乎是在毫不掩饰地模仿布什和切尼时代企业和国家的谎言。

## 制作

### 前期制作

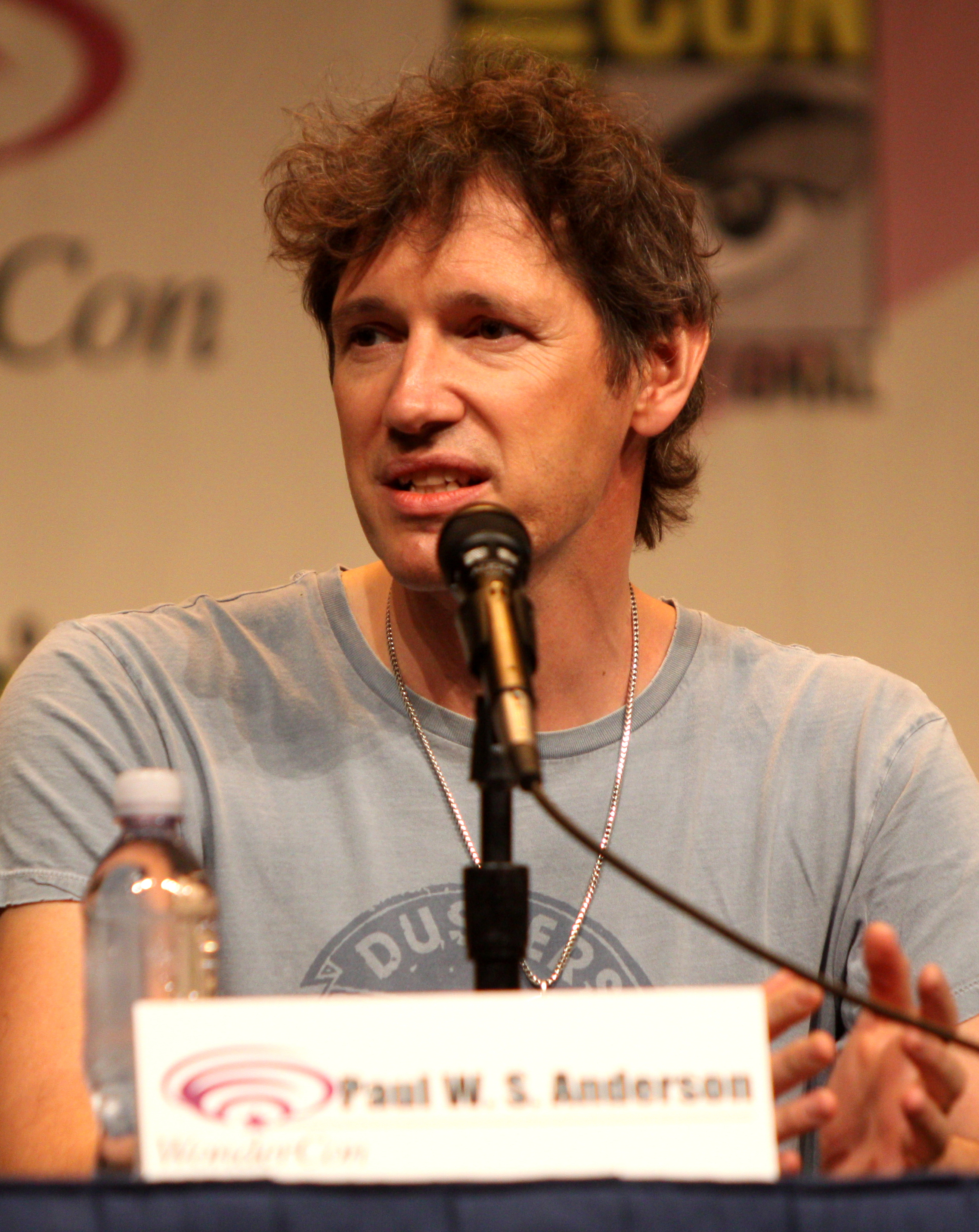
保罗·W·S·安德森因其他项目没有执导本片，但继续担任编剧和制片人

2002年2月下旬宣传首部《生化危机》电影期间，米拉·乔沃维奇和导演保罗·W·S·安德森就曾探讨续集计划。安德森自称完成第一部的剧本后就开始写第二部，计划在续集中让艾莉丝和吉儿·瓦伦丁一起出现。乔沃维奇表示，只要第一部电影取得成功，她愿意回归续作。同年三月上旬，在第一部电影中扮演马特·安德森的艾力·馬比烏斯声称续集已经确定并以浣熊市为背景，片中还会出现追跡者。2002年中期，索尼影視娛樂正式批准项目，安德森因决定执掌《异形大战铁血战士》不担任续集导演，但继续出任編劇和制片人。安德森用游戏《生化危機3 最終逃脫》作为剧情基础，并加入他很喜欢的一些电影元素，如《纽约大逃亡》中的大围墙，以及《最后一个人》中的荒废城市。亚历山大·维特获聘执导本片，此时剧本已经完成，但首次导演长片电影的维特还是向安德森和制片人杰里米·博尔特提出建议，剧本因此略有调整。

### 演员敲定
出演前一部电影的演员仅有乔沃维奇参演续集，起初有报导称馬比烏斯会回归饰演变成追跡者的安德森，但最终实际出演的是马修·泰勒，馬比烏斯仅在闪回镜头中的上一部电影素材片段出现。第一部电影不包含游戏角色，但续集从一开始就打算增加。吉娜·菲利普斯原定出演克蕾兒·雷德菲爾，她拒绝后剧组又找上艾米莉·贝吉尔，贝吉尔也在开拍前退出，结果角色取消，直到本片2007年的续集《生化危机3：灭绝》中才出现，由艾丽·拉特出演。安德森起初打算找娜塔莎·韓絲翠出演瓦伦丁，但她当时没空，接着米拉·索维诺又谢绝出演，最终接演的西耶娜·盖尔利通过《生化危机》游戏研究人物动作和姿势，为演出准备。一角本是特意为史努比狗狗创作，但他中途退出后艾普斯接演，为此剧本经过修改，确保角色与演员特质相符。此外，伊凡塞斯吉他手本·穆迪在片中客串出镜，扮演齐诺比耶夫杀死的丧尸。

### 拍摄

西耶娜·盖尔利在片中的服装是根据1999年游戏《生化危機3 最終逃脫》中瓦伦丁的服饰设计

《生化危机2：启示录》於2003年8月5日開拍，當時的片名是「Resident Evil 2: Nemesis」，同年10月下旬杀青。
本片在加拿大安大略省多伦多拍摄，周围郊区用于为浣熊市取景。摄影由克里斯蒂安·泽巴尔特和德里克·罗杰斯（Derek Rogers）负责，取景地共有47处，需要搭建的外景地很少。为便于拍摄，城里多个街区一度关闭，爱德华王子高架桥（Prince Edward Viaduct）甚至封闭三天之久，部分镜头还需在多倫多市政廳外拍摄两星期。乔沃维奇和马修·泰勒前后六周每天花好几个小时一起为艾莉丝和追跡者的战斗场面练习武术。根据剧本安排，两个角色本应在火车站大战，镜头主要关注人物和道具，但导演最终决定缩短打斗场面时长，改在多伦多市政厅外的开阔地摄制。扮演丧尸的演员在“新丧尸训练营”接受编舞为期四天的训练，确保他们行为和动作一致。安德森及其他剧组人员一度打算提升丧尸的行动速度，但感觉这样与游戏的根本要素冲突而放弃。因忙于其他项目，安德森只有几天来到片场，但他还是在拍摄期间通过电子邮件与维特交流，讨论对白和制作变更事宜。剧本原定让艾莉丝通过念力逃出安布雷拉后与瓦伦丁汇合，结局修改时，电影约半数镜头已经拍完。
第一部《生化危机》电影只采用游戏的大致框架，续集则纳入许多具体内容，如场景重现。《生化危机2：启示录》从《生化危機 聖女密碼》中包含克蕾兒·雷德菲爾的过场动画介绍汲取灵感，插入艾莉丝顶着安布雷拉直升机火力跑过大楼的情节。《生化危機3 最終逃脫》的片头是本片中浣熊市被丧尸占领，警察和安布雷拉军人反击桥段的灵感来源。瓦伦丁在片中的服饰根据《生化危機3 最終逃脫》设计，包括无肩带背心和迷你裙。安德森曾考虑多种方式让瓦伦丁的服装显得合理，如声称这是她的臥底装扮等，但最终决定不予理会，因为会质疑服装与人物身份不符的人“或许也不该来看《生化危机》电影”。电影还包括第一部《生化危机》和《生化危機2》的多种元素，如地址地点名称、角色动作、道具和镜头角度。

### 特效
本片采用的特效手段包括色键、计算机成像、接景、推轨镜头、钢丝擦除和比例模型。追跡者是用特殊服装构建，仅用计算机成像技术调整眼部。泰勒获选出演追跡者的主要原因是体形，他身高2.04米，体重145公斤，服装特别根据他的体形制作，重29公斤。虽然人物形态已经非常庞大，但部分镜头还是通过调整长宽比将追跡者扩大一到两成。片中的变异丧尸“舔食者”完全是计算机成像，特效组本在部分镜头采用機械電子偶，但效果不够理想。舔食者的特效制作是由多家特效公司递交初步设计竞标，最终C.O.R.E.数字图像公司胜出，该公司为电影制作超过250个特效镜头，其中包括用乔沃维奇的脸取代特技替身，但最具挑战的还是舔食者。艾莉丝的大部分特技镜头都是乔沃维奇亲自上场，但保险公司不允许她参与更加危险镜头的拍摄。狂暴电影为本片制作78个特效镜头，包括曳光彈开火、枪口火焰、激光和慢动作，使用的特效软件包括Blackmagic Fusion、和内部软件。神秘人公司（Mr. X Inc.）也为电影制作部分特效，如多伦多市政厅倒塌的镜头。为此公司花费四个月按一比六搭建13米高的比例模型，上有1600块玻璃，每块都接有爆炸装置。數碼中間片由Framestore完成。片中色彩在后期制作期间大幅改动，令整体色调变暗，同时强化血液和血块亮度。追跡者服装的颜色也经调整，让角色看起来更活灵活现。此外，艾莉丝和瓦伦丁的镜头也有修整，让皮肤更有光泽，嘴唇更红。

### 电影原声带
《生化危机2：启示录》的电影原声带于2004年8月31日发行，其中既有片中的另类金属歌曲，也有以电影为“灵感”创作的曲目。的约翰尼·洛夫图斯（Johnny Loftus）对原声带评分三星（最高五星），批为“无良摇钱树”，有意迎合电影的青少年男目标观众，在他看来，原声带内容“咄咄逼人而狂躁，整体呈现世界末日般的基调，与根据电子游戏改编、剧情大致是炸飞疯狂丧尸的电影很搭”。
电影配乐由杰夫·丹纳（Jeff Danna）作曲，伦敦爱乐管弦乐团演奏，2004年9月28日发行。网站的迈克·布伦南（Mike Brennan）评分两星半（最高五星），称赞乐曲融合管弦乐和电子音乐风格，但觉得作品在主题发展、音调变化上还大有进步余地。

## 发行

### 营销和票房
馬可斯·尼斯佩获聘为电影制作预告片《再生》（Regenerate）。预告片起初像是安布雷拉的嫩肤产品广告，但画面中的女子突然变成丧尸。截至2004年5月，电影官方网站提供的预告片已有850万次下载。电影在背景画面的电视机上显示部分预告片内容，片尾彩蛋也有一部分。2004年7月，电影的剧场正式预告片在雅虎电影发布。基思·迪坎迪多将电影改写成小说，2004年8月底由西蒙與舒斯特出版。
2004年9月10日，《生化危机2：启示录》在美国首映并登顶票房榜，第一个周末进账超过2300万美元。影片在香港、新加坡、马来西亚、菲律宾和墨西哥均一经上映就占据票房榜首位，在日本、法国和巴西的表现都很好，但在英国被恐怖片《电锯惊魂》抢去风头，在瑞典的表现也不佳，票房仅47万3550美元。《生化危机2：启示录》在加拿大收入超六百万加拿大元，是2004年票房最高的加拿大本土制作电影。本片最终以4500万成本在全球营收一亿2934万4835美元，超越收入一亿零298万4862美元的前作。

### 专业评价
根据烂番茄网站收集的132篇评论文章，《生化危机2：启示录》评论认可度仅两成，在全系列六部电影中垫底。网站上的评论共识写道：“《生化危机2：启示录》动作很多，但情节和创意不值一提”。根据26篇评论打出的评分为35（满分100）。影院评分开展的观众调查打分为（最高为，最低）。
伦纳德·马尔丁在著作《伦纳德·马尔丁电影指南》中对本片的评分为“炸弹”，认为影片令人筋疲力尽，名为续集倒更像重拍。罗杰·伊伯特的评分仅为半星（最高四星），认为本片没有任何意义，纯属浪费时间；在他看来，电影缺乏智慧和想象力，暴力和特技也没有娱乐效果。凯莉·里基（Carrie Rickey）在《費城詢問報》发文给予本片一星（最高四星），认为即便是对那些喜欢生物恐怖片的观众而言，《生化危机2：启示录》也“实在普通”。
《纽约时报》刊登戴夫·基尔的评论，称赞安德森的剧本，认为电影节奏明快、内容风趣而高明，能够卓有成效地让观众感到肚里翻江倒海。《俄勒冈人报》的·罗素（M. E. Russell）称：“坏消息是电影蠢到遗臭万年，好消息是这种蠢还有点好笑”。内森·拉宾在《影音俱乐部》发文指出，《生化危机2：启示录》情节发展实在太慢，达不到优秀电影的基本要求，“但到乔沃维奇终于开始痛扁丧尸后，问题解决了”。《乡村之声报》刊登本·肯尼斯堡（Ben Kenigsberg）的评论，认为本片部分内容还算吓人，但动作场面和纯粹拖时间的内容实在太多，而且讽刺程度尚有欠缺。
《娱乐周刊》的格雷戈里·基施林（Gregory Kirschling）对电影评分“−”（最高+），他称赞乔沃维奇的演出，但感觉其他演员“拍的电影都只能发DVD”。不过，《Cinefantastique》（字面义为“神奇影院”）的评论反而认为乔沃维奇的演出看起来很无聊，盖尔利对吉儿·瓦伦丁的诠释堪称本片救星。

### 影响
2009年，《时代杂志》评选史上十大电子游戏改编烂片，《生化危机2：启示录》榜上有名，文章批评当时已经上映的三部《生化危机》系列电影，但只有第二部上榜主要是因为第一部本来就很垃圾，为垃圾电影拍续集只会导致更多续集面世。2016年，恶心血腥网站部分记者将本片评为《生化危机》系列最佳，但该网站另外一些记者又评为系列最差。2017年，网站的迈克尔·诺丁（Michael Nordine）将本片评为《生化危机》系列最差，称电影唯一的可取之处不过是把前集扩展成系列电影，片中艾莉丝和追跡者的打斗场面实在愚蠢至极。

### 获奖和提名
《生化危机2：启示录》获第25届吉尼奖最佳音效剪辑和金卷轴奖，另获最佳整体音效奖提名。影片获加拿大导演工会最佳长片电影音效剪辑奖提名，还在第31届土星奖角逐中获最佳化妆奖提名。为电影配乐的杰夫·丹纳在2007和2009年两获加拿大作曲家，作家和音乐出版商协会国际电影音乐奖。

### 家用媒体
2004年12月28日，本片的在北美洲发布，其中包含三条评论音轨、20段删除镜头、多段特色内容和制作花絮。DVD交谈网站对的视频品质和特别花絮评分三星半（最高五星）。2005年和2007年，本片又分别发布通用媒體光碟和藍光光碟。高清文摘（High-Def Digest）网站给予蓝光版三星，特别花絮三星半（最高均为五星）。
2007年9月4日，《生化危机》和《生化危机2：启示录》共同发布双碟特别“复活版”套装，其中包括即将上映的新续集《生化危机3：灭绝》中一段独家镜头，另有多种奖励功能。2008年，《生化危机》前三部作品共同发布和蓝光套装。2012年问世的“生化危机收藏版”和蓝光套装包含前四部电影，前五部的和蓝光套装则在同年12月面世。2017年5月，包含全部六部《生化危机》系列电影的“生化危机完整收藏版”蓝光套装发布。

## 延伸閱讀
- Bielik, Alain. . Animation World Network. 2004-09-10  [2023-02-08]. （原始内容存档于2023-02-08）.

## 外部鏈接
- 官方网站 （页面存档备份，存于）
- 《生化危机2：启示录》制作笔记： (PDF). MovieWeb.   [2008-12-30]. （原始内容 (PDF)存档于2008-12-30）.
- 互联网电影数据库（IMDb）上《惡靈古堡2：啟示錄》的资料（英文）
- AllMovie上《惡靈古堡2：啟示錄》的资料（英文）
- 互联网电影枪械数据库：生化危机2：启示录 （页面存档备份，存于）
- Yahoo奇摩電影上《惡靈古堡2：啟示錄》的資料（繁體中文）
- 開眼電影網上《惡靈古堡2：啟示錄》的資料（繁體中文）
- 豆瓣电影上《惡靈古堡2：啟示錄》的資料 （简体中文）
- 时光网上《生化危机2：启示录》的資料（简体中文）
- 在Netflix上觀看《惡靈古堡2：啟示錄》